# Glue (miniserie televisiva)
Glue è una miniserie televisiva britannica trasmessa nel 2014 e creata da Jack Thorne. È stata trasmessa su E4 dal 15 settembre al 3 novembre 2014 per un totale di otto episodi.

## Trama
Nel villaggio rurale di Overton, un gruppo di giovani amici (Annie Maddocks, Janine Riley, Rob Kendle, James Warwick, Caleb 'Cal' Bray e Tina Fallon) assumono droghe e partecipano a dei giochi di coraggio all'interno di un silos di grano. Il mattino seguente, il corpo di Cal viene trovato sotto le ruote di un trattore. La causa della morte è asfissia dovuta ad annegamento nel fango. Ruth Rosen, addestratore di polizia, si unisce al DCI Simson nella ricerca dell'assassino ed insieme porteranno alla luce gli oscuri segreti che nasconde la campagna inglese.

## Cast
Personaggi principali
- Yasmin Paige - Ruth Rosen
- Jordan Stephens - Rob Kendle
- Billy Howle - James Warwick
- Charlotte Spencer - Tina Fallon
- Jessie Cave - Annie Maddocks
- Callum Turner - Eli Bray
- Faye Marsay - Janine Riley/Elizabeth Marshall
- Tommy Lawrence Knight - Caleb "Cal" Bray
- Tommy McDonnell - Dominic Richards

Personaggi secondari
- Kerry Fox - Jackie Warwick
- Adrian Rawlins - DCI Simson
- Griffin Stevens - Ian Salter
- Christine Tremarco - Nadya Rosen
- Kierston Wareing - Joyce Fallon
- Tony Hirst - Simon Kendle
- Victoria Wicks - Susanna Marshall
- Phoebe Waller-Bridge - Bee Warwick
- Hana Luheshi - Marah
- Ben Pettengell - Benji
- Dean-Charles Chapman - Chris

## Produzione
Il cast della miniserie venne annunciato il 2 aprile 2014 e le riprese si sono svolte nel Berkshire.

## Accoglienza
Digital Spy ha descritto Glue come "TV incredibile" e ha anche detto "questo è un whodunnit che farà esplodere la tua mente". The Independent ha affermato positivamente che Glue espone la 'disperazione in decomposizione della campagna.'
È stato trasmesso in Australia dal 7 luglio 2015 su SBS2.

## Episodi
- Everyone
- James/Janine
- Eli/Rob
- Tina/Dominic
- James/Cal
- Rob/Tina
- Ruth/Eli
- Everyone

## Riconoscimenti
- British Academy Television Awards
  - 2015 – Candidatura alla miglior attrice non protagonista a Charlotte Spencer[4]